# Lago Juniper
El lago Juniper  es un lago estadounidense situado en los condados de Lassen y Plumas , en el norte de California. El lago se encuentra dentro del Parque nacional volcánico Lassen, a una altitud de 2040 metros. Hay un camping y una estación de guardabosques situado en la orilla oriental del lago, y un camping y cabañas privadas ubicadas en la orilla norte. El lago únicamente es accesible por una carretera sin asfaltar desde Chester.